# Wilamowice Nyskie
Wilamowice Nyskie (niem. Winnsdorf) – wieś w Polsce położona w województwie opolskim, w powiecie nyskim, w gminie Głuchołazy.
W latach 1975–1998 miejscowość administracyjnie należała do ówczesnego województwa opolskiego.
Wymieniona w 1284 r. jako Wilanovici i w 1300 jako Wylhelmi villa.
Według danych z 2011 roku miejscowość zamieszkiwały 223 osoby.

## Turystyka
15 lipca 2010, w ramach organizowanego w Prudniku VI Europejskiego Tygodnia Turystyki Rowerowej, w którym wzięli udział rowerzyści z całej Europy, przez Wilamowice Nyskie prowadziła trasa „Szlakiem błogosławionej Marii Luizy Merkert”.

### Szlaki rowerowe
Przez Wilamowice Nyskie prowadzi szlak rowerowy:
- Trasa rowerowa PTTK nr R9: Głuchołazy – Kolonia Jagiellońska – Bodzanów – Rudawa – Nowy Świętów – Wilamowice Nyskie – Gierałcice – Biskupów – Łączki – granica województw opolskiego i dolnośląskiego